# اسپارتا (جورجیا)
اسپارتا، جورجیا (به انگلیسی: Sparta, Georgia) یک شهر در ایالات متحده آمریکا با جمعیت ۱٬۵۲۲ نفر است که در جورجیا واقع شده‌است.

## موقعیت جغرافیایی
موقعیت جغرافیایی شهرها و مناطق اطراف به شرح زیر است: